# Sommerrangen
Der Sommerrangen ist eine bewaldete Anhöhe östlich von Arzberg in Oberfranken. Der Gipfel liegt auf 544 m ü. NHN am Nordwestrand des Arzberger Forstes im südöstlichen Fichtelgebirge.

## Gewässer
In einer südwestlich der Anhöhe befindlichen Talzunge liegen einige natürlich gespeiste Fischteiche. Sie entwässern in die nordwestlich passierende Röslau.

## Geschichte
An der Nordseite verlief in früheren Jahren eine wichtige Straße („Via que procedit de Egire“) nach Eger (Cheb).

## Karten
- Fritsch Wanderkarte 1:50.000, Blatt 52, Naturpark Fichtelgebirge – Steinwald